# West New York
West New York è un comune degli Stati Uniti d'America, nella Contea di Hudson, nello Stato del New Jersey. Come da censimento del 2010 degli USA, la città conta 49.708 abitanti. La città fa parte dell'area metropolitana di New York.